# Yves Bissouma
Yves Bissouma (Issla, 30 augustus 1996) is een Malinees voetballer die doorgaans als centrale middenvelder speelt. Hij verruilde Brighton & Hove Albion in juli 2022 voor Tottenham Hotspur. Bissouma debuteerde in 2016 in het Malinees voetbalelftal.

## Clubcarrière
Bissouma werd geboren in Ivoorkust en verhuisde als tiener naar Mali om te gaan trainen aan de JMG Academy. Toen hij achttien werd, ging hij spelen voor Real Bamako. Lille OSC haalde Bissouma in maart 2016 naar Frankrijk gaf hem zijn eerste profcontract. Hij debuteerde op 28 oktober 2016 in het Ligue 1, thuis tegen Paris Saint-Germain. Zijn eerste doelpunt maakte hij op 11 februari 2017, tegen Angers SCO. Bissouma speelde in twee seizoenen 47 competitieronden voor Lille. In iets minder dan de helft daarvan begon hij in de basis. Zijn ploeggenoten en hij bleven in 2017/18 één punt boven de degradatiestreep.
Bissouma tekende in juli 2018 voor vijf jaar bij Brighton & Hove. Dat betaalde circa 17 miljoen euro voor hem aan Lille. Na een jaar strijden tegen degradatie werden de marges naar de onderste ploegen in de Premier League in 2019/20 en 202/21 ruimer. Bissouma was in het laatstgenoemde jaar inmiddels basisspeler bij de Engelse ploeg. Brighton en hij eindigden in 2021/22 als negende. Bissouma verruilde Brighton in juli 2022 voor Tottenham Hotspur. Dat betaalde circa 30 miljoen euro voor hem, een bedrag dat door bunussen met nog ruim 10 miljoen euro kon oplopen. Bissouma wisselde in zijn eerste jaar bij Tottenham de basis af met reserveplaatsen. Hij debuteerde daarbij ook de Champions League. Een enkelbreuk kostte hem na de winterstop drie maanden.

## Clubstatistieken
| Seizoen | Club                   | Competitie     | Competitie | Competitie | Beker | Beker | Overig | Overig | Totaal | Totaal |
| Seizoen | Club                   | Competitie     | Wed.       | Dlp.       | Wed.  | Dlp.  | Dlp.   | Dlp.   | Wed.   | Dlp.   |
| ------- | ---------------------- | -------------- | ---------- | ---------- | ----- | ----- | ------ | ------ | ------ | ------ |
| 2016/17 | Lille OSC              | Ligue 1        | 23         | 1          | 3     | 0     | 1      | 0      | 27     | 1      |
| 2017/18 | Lille OSC              | Ligue 1        | 24         | 2          | 4     | 1     | –      | –      | 28     | 3      |
| 2018/19 | Brighton & Hove Albion | Premier League | 28         | 0          | 6     | 1     | –      | –      | 34     | 1      |
| 2019/20 | Brighton & Hove Albion | Premier League | 22         | 1          | 1     | 0     | –      | –      | 23     | 1      |
| 2020/21 | Brighton & Hove Albion | Premier League | 36         | 1          | 3     | 1     | –      | –      | 39     | 2      |
| 2021/22 | Brighton & Hove Albion | Premier League | 26         | 1          | 2     | 1     | –      | –      | 28     | 2      |
| 2022/23 | Tottenham Hotspur      | Premier League | 23         | 0          | 2     | 0     | 3      | 0      | 28     | 0      |
| 2023/24 | Tottenham Hotspur      | Premier League | 28         | 0          | 0     | 0     | –      | –      | 28     | 0      |
| 2024/25 | Tottenham Hotspur      | Premier League | 22         | 2          | 6     | 0     | 7      | 0      | 35     | 2      |
| Totaal  | Totaal                 | Totaal         | 232        | 8          | 27    | 4     | 11     | 0      | 270    | 12     |

Bijgewerkt t/m 31 maart 2025.

## Interlandcarrière
Bissouma nam in 2016 met Mali deel aan de Afrika Cup 2016. Hij maakte op 4 februari 2016 tijdens dat toernooi zijn eerste interlanddoelpunt, tegen Ivoorkust.  Bissouma was twee jaar lang een vast onderdeel van de Malinese ploeg, tot hij vanaf eind 2018 ruim drie jaar niet meer werd geselecteerd. Bondscoach Mohamed Magassouba nam hem daarna vanuit het niets mee naar het Afrikaans kampioenschap 2021.